# Хунафлоуи
Ху́нафло́уи (исл. Húnaflói) — залив Гренландского моря у северного берега Исландии.

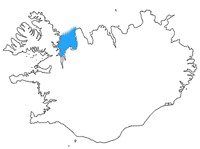
Расположение залива Хунафлоуи

Вдаётся в берег на 100 км, с востока ограничен полуостровом Скагахейди. Ширина достигает 60 км, глубина — до 217 м. Берега высокие, с запада и юга расчленены большим числом заливов: Хуна-фьорд с озером Хоуп отделены полуостровом Ватнснес от заливов Мид-фьорд и Хрута-фьорд; в юго-западной части находится залив Стейнгримс-фьорд. Крупнейшая из впадающих рек — Бланда (стекает с ледника Хофсйёкюдль). Приливы полусуточные, амплитудой около 2 м.
На побережье расположены рыбацкие посёлки: Скагастрёнд, Блёндюоус (восточный берег), Хвамстаунги (южный берег), Хоульмавик (западный берег) и другие. Перерабатывается рыба.
Основные представители животного мира это птицы и тюлени. Летом встречается песец; в заливе можно наблюдать китов.